# تاريخ مصر تحت حكم أنور السادات
عصر السادات يشير إلى رئاسة أنور السادات، الفترة الممتدة لـ11 سنة من وفاة الرئيس جمال عبد الناصر في 1970، حتى اغتيال السادات بواسطة ضباط جيش في 6 أكتوبر 1981. شهدت رئاسة السادات العديد من التغيرات في اتجاه مصر، معاكسًا بعض المبادئ الاقتصادية والسياسية للتيار الناصري بالانفصال عن الإتحاد السوفيتي جاعلًا مصر حليفًا للولايات المتحدة، وبدأ عملية السلام مع إسرائيل، وأعاد نظام تعدد الأحزاب، بالإضافة للتخلي عن الاشتراكية بإطلاق سياسة الانفتاح.
بدأت حرب أكتوبر 1973 ضد إسرائيل حين أطلق الائتلاف هجومًا مفاجئًا مشتركًا على إسرائيل في يوم الغفران، اليوم الأكثر قدسية في اليهودية، والذي تزامن في تلك السنة مع شهر رمضان المقدس لدى المسلمين. عبرت القوات المصرية والسورية خطوط وقف إطلاق النار لتدخل شبه جزيرة سيناء وهضبة الجولان المحتلة من قبل إسرائيل بالترتيب. بعدما خسرت إسرائيل حربها الدفاعية، بدأت مصر وإسرائيل مفاوضات السلام في اتفاقية كامب ديفيد، التي بلغت ذروتها بمعاهدة السلام المصرية الإسرائيلية والتي أعادت فيها إسرائيل سيناء لمصر في مقابل السلام. أدى ذلك إلى إقصاء مصر من أغلب الدول العربية الأخرى، واغتيال السادات بعدها بعدة سنوات.

## السنوات الأولى
بعد وفاة عبد الناصر، ضابط آخر من حركة «الضباط الأحرار» الثورية، تم انتخاب نائب الرئيس أنور السادات رئيسا لمصر. استقر مؤيدي عبد الناصر في الحكومة على السادات كبديل انتقالي (كما ظنوا) يمكن خداعه بسهولة. على أي حال، حظى السادات بمدة طويلة في المنصب وكانت لديه عديد من الأفكار لتغييرات لصالح مصر، وعن طريق بعض الحركات السياسية الماهرة استطاع أن يؤسس «ثورة تصحيح» (تم الإعلان عنها في 15 مايو 1971) ما طهر الحكومة، والمؤسسات السياسية والأمنية من الناصريين الأكثر تشددًا. شجع السادات على ظهور حركة إسلامية والتي كانت مقموعة بواسطة عبد الناصر. إيمانًا منه بأن الإسلاميين متحفظين اجتماعيًا فقد منحهم «استقلال ثقافي وعقلي معتبر» في مقابل الدعم السياسي.
بعد حرب النكسة الكارثية في 1967، شنت مصر حرب الإستنزاف في منطقة قناة السويس. في 1971، وبعد 4 سنوات منذ تلك الحرب، أيد السادات في رسالة اقتراح السلام المقدم من مفاوض الأمم المتحدة جونار يارنج والذي بدا أنه سيؤدي إلى سلام كامل مع إسرائيل قائم على انسحاب إسرائيل إلى حدودها ما قبل الحرب. فشلت مبادرة السلام تلك لأن لا إسرائيل ولا الولايات المتحدة الأمريكية وافقا على الشروط المعروضة حينها.
ليمنح إسرائيل المزيد من الحوافز للتفاوض مع مصر وإعادة سيناء لها، وكذلك بسبب رفض السوفييت طلب السادات بالمزيد من الدعم العسكري، طرد السادات المستشارين العسكريين السوفييت من مصر وشرع في تعزيز جيشه لتجديد المواجهات مع إسرائيل.

## حرب أكتوبر 1973
في 1971، أتم السادات اتفاقية صداقة مع الإتحاد السوفيتي، ولكن بعد عام واحد أمر المستشارين السوفييت بالمغادرة. كان السوفييت مشتركين في الإنفراج الدولي مع الولايات المتحدة وثبطوا مصر عن مهاجمة إسرائيل. كان السادات يميل لحرب أخرى مع إسرائيل على أمل استعادة شبه جزيرة سيناء وإعادة إحياء بلد محبط من حرب 1967. كان يأمل على الأقل في انتصار محدود على الإسرائيليين ليغير الوضع الراهن. في الشهور السابقة للحرب، اشترك السادات في هجوم دبلوماسي وبحلول خريف 1973 حظى بدعم للحرب من أكثر من 100 دولة، بما في ذلك أغلب دول الجامعة العربية، وحركة عدم الانحياز، ومنظمة الوحدة الأفريقية. وافقت سوريا على الانضمام لمصر في مهاجمة إسرائيل.
حققت القوات المسلحة المصرية نجاحًا أوليًا في العبور وتقدمت 15 كم، واصلة لعمق نطاق الغطاء الآمن لقواتها الجوية. بعد هزيمتها للقوات الإسرائيلية إلى هذا الحد، قررت القوات المصرية بدلًا من التقدم تحت الغطاء الجوي، أن تخترق أكثر في صحراء سيناء. واستمرت في التقدم رغم الخسائر الهائلة، خالقة الفرصة لفتح ثغرة بين قوات الجيش. تم استغلال هذه الثغرة بواسطة قسم من الدبابات بقيادة آرييل شارون، ونجح هو ودباباته في اختراق الأراضي المصرية، واصلًا مدينة السويس. في هذه الأثناء، بدأت الولايات المتحدة جسر جوي استراتيجي لتزويد إسرائيل بأسلحة وإمدادات بديلة ومساعدات طارئة قدرت بـ2.2 مليار دولار. وزراء بترول أوبك بقيادة السعودية ثأروا عن طريق حظر النفظ عن الولايات المتحدة. طالبت الأمم المتحدة مدعومة من أمريكا والإتحاد السوفيتي بوضع حد للحرب وبدء محادثات السلام. في 5 مارس 1974 سحبت إسرائيل آخر قواتها من الضفة الغربية لقناة السويس، وبعد 12 يوم أعلن وزراء البترول العرب نهاية حظر النفط عن الولايات المتحدة. بالنسبة للسادات والعديد من المصريين اعتبرت الحرب انتصارًا، لأن النجاحات الأولية المصرية استعادات الفخر المصري وأدت إلى محادثات السلام مع إسرائيل والتي أدت في النهاية لإستعادة مصر لشبه جزيرة سيناء بالكامل في مقابل اتفاقية السلام.

## السياسة الداخلية والانفتاح
استغل السادات شعبيته الهائلة بين المصريين لمحاولة تمرير إصلاحات اقتصادية كبيرة أدت إلى إنهاء تحكم الاشتراكية العربية للتيار الناصري. قدم السادات حرية سياسية أكبر وسياسة اقتصادية جديدة، كان أهم جوانبها هو سياسة الانفتاح. خفف ذلك من تحكم الحكومة في الاقتصاد وشجع الإستثمار الخاص. بينما خلفت تلك الإصلاحات طبقة عليا ثرية وناجحة وطبقة متوسطة صغيرة، لم يكن لها سوى تأثير ضئيل على المواطن المصري المتوسط الذي بدأ يصبح غير راضٍ عن حكم السادات. في 1977، أدت سياسات الانفتاح إلى انتفاضات تلقائية هائلة (انتفاضة الخبز) شملت مئات الآلاف من المصريين حين أعلنت الدولة  أنها سترفع الدعم عن المواد الغذائية الأساسية. تم انتقاد سياسة الانفتاح باعتبارها جلبت «الإيجارات الضخمة، والمضاربات على الأراضي، والتضخم، والفساد.»
خلال رئاسة السادات، بدأ المصريون في تلقي مزيد من دخلهم من الخارج. بين 1974 و1985، هاجر أكثر من 3 ملايين مصري ــ عمال بناء، وعمال، وميكانيكيون، وسباكون، وكهربائيون بالإضافة إلى المدرسين الصغار والمحاسبين ــ إلى منطقة الخليج العربي. سمحت الحوالات المالية من أولئك العمال للعائلات في مصر بشراء «ثلاجات، وأجهزة تلفزيون، وأجهزة تسجيل الفيديو، وشقق، وسيارات.» 
وشملت عملية التحرر أيضا إعادة المحاكمة وفق الأصول القانونية والحظر القانوني للتعذيب. وفكك السادات الكثير من الآلة السياسية القائمة وقدم للمحاكمة عدد من المسؤولين الحكوميين السابقين المتهمين بالتجاوزات الإجرامية خلال فترة حكم عبد الناصر. حاول السادات توسيع المشاركة في العملية السياسية في منتصف السبعينات، لكنه تخلى في وقت لاحق عن هذا الجهد. في السنوات الأخيرة من حياته، خُربت مصر بالعنف الناجم عن الاستياء من حكم السادات والتوترات الطائفية، وشهدت تجددًا للقمع بما في ذلك الاعتقالات الخارجة عن الإطار القضائي.

## العلاقات الدولية واتفاقية كامب ديفيد

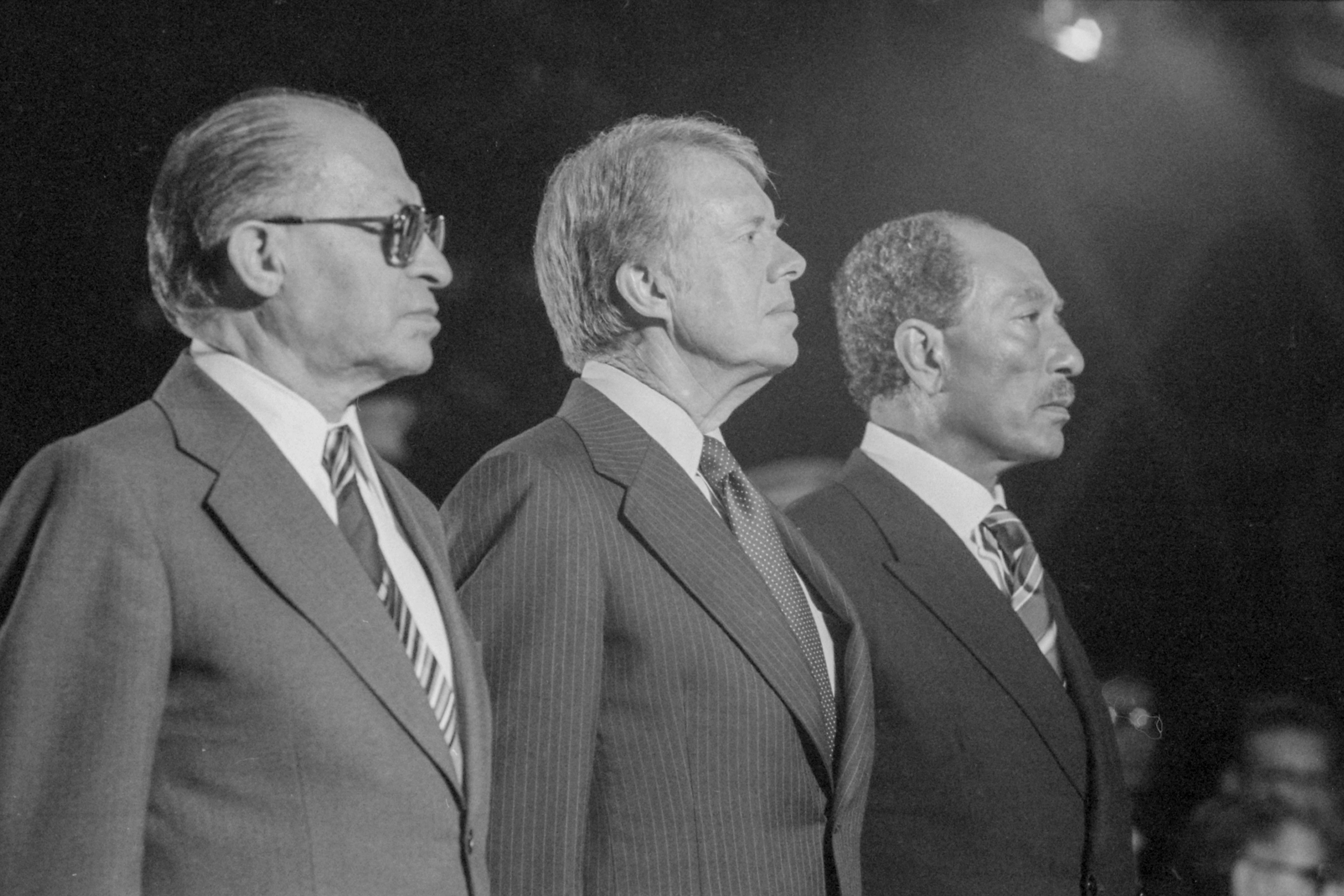
الاحتفال بتوقيع اتفاقية كامب ديفيد: مناحم بيجن، جيمي كارتر، أنور السادات

في العلاقات الخارجية، بدأ السادات كذلك تغييرات هامة على فترة عبد الناصر. حول الرئيس السادات مصر من سياسة المواجهة مع إسرائيل إلى التأقلم السلمي من خلال المفاوضات. بعد اتفاقيتي وقف إطلاق النار في سيناء في 1974 و1975، فتح السادات منفذًا جديدًا للتقدم بزيارته الدرامية للقدس في نوفمبر 1977. أدى ذلك إلى دعوة الرئيس الأمريكي جيمي كارتر لكل من الرئيس السادات ورئيس الوزراء الإسرائيلي مناحم بيجن للدخول في مفاوضات ثلاثية الأطراف في كامب ديفيد.
كانت النتيجة من تلك المفاوضات هي اتفاقية كامب ديفيد التاريخية، التي تم توقيعها من قبل مصر وإسرائيل وشهدت عليها أمريكا في 17 سبتمبر 1978. أدت الإتفاقية إلى توقيع معاهدة السلام المصرية الإسرائيلية في 26 مارس 1979، والتي بموجبها استعادت مصر السيطرة على سيناء في مايو 1982. خلال تلك الفترة، تحسنت العلاقات المصرية-الأمريكية بشكل مستمر، وأصبحت مصر واحدة من أكبر المتلقين للمساعدات الأجنبية لأمريكا. على أي حال، استعداد السادات لكسر الصفوف عن طريق عقد السلام مع إسرائيل أكسبه عداوة أغلب الدول العربية. تم تعليق عضوية مصر في الجامعة العربية، وفي 1977 خاضت حربًا حدودية قصيرة مع ليبيا.

## الانتعاش الإسلامي
في أول خطاب علني له بعد هزيمة مصر على يد إسرائيل، طالب الرئيس السابق للسادات جمال عبد الناصر بأن يلعب الدين دورًا أكثر أهمية في المجتمع. يقال أن تلك الجملة جذبت «أزير استنثنائي من التصفيق الحماسي» من الجمهور المصري، وبعد 3 سنوات حين بدأت السبعينات، كان التدين متصاعدًا في مصر (كما في كثير من العالم الإسلامي). أصبحت الذقون على الرجال والحجاب على النساء أكثر شيوعا. ظهرت البرامج الدينية على تليفزيون وراديو الدولة. بدأ الدعاة الإسلاميون (مثل الشيخ محمد متولي الشعراوي) في البروز كرموز للثقافة المصرية. ظهرت روايات، مسرحيات، خيال علمي وكتب فلسفية تغني بتسابيح الإسلام، عادة من قبل متحولين من العلمانية. (مثال على ذلك كتاب رحلتي من الشك إلى اليقين، وهو كتاب سيرة ذاتية لكاتب مصري محبوب للغاية، د. مصطفى محمود، والذي كان سابقًا مؤمنًا مخلصًا بالوضعية العلمية، والعوامل البشرية، والمادية. متحول بارز آخر من العلمانية هو خالد محمد خالد.) أدى ذلك الانتعاش إلى حضور أكبر في الصلاة ونمو مساجد الأحياء غير الخاضة لسيطرة الدولة، ولكن كذلك إلى بعض الصراع مع الأقلية القبطية في مصر، مثال على ذلك هو انتقاد الإسلاميين لمشاركة المسلمين في عيد الربيع المصري شم النسيم. تم الهجوم على مهرجان التنزه (شم النسيم)، الذي تعود أصوله لما قبل الإسلام، باعتباره وسيلة لتحقيق «دمار الإسلام في مصر.» 
يُرجع الملاحظون تلك الصحوة إلى التحرر من القومية العربية، كما يتضح من الهزيمة المدمرة لمصر في 1967، وكذلك للانتصار في حرب 1973 بالصيحة الإسلامية الله أكبر («أرض، بحر، جو» الذي كان شعار حرب 1967)،  بالإضافة إلى «الجماسة التبشيرية» للوهابية السعودية «المغذاة بالبترودولار في ظل صحوة حظر النفط في 1974-1975.» 

### التأثير الإسلامي
تغيير آخر قدمه السادات عن عصر عبد الناصر كان الانحناء أمام الصحوة الإسلامية. قلل السادات من القيود على الإخوان المسلمين، سامحا لهم بنشر مجلة شهرية «الدعوة» والتي ظهرت بشكل منتظم حتى سبتمبر 1981 (رغم أنه لم يسمح بإعادة تأسيس الجماعة). في 1971، تم إغلاق معسكرات الاعتقال أين كان يتم احتجاز الإسلاميين، وبدأ النظام تدريجيا في إطلاق سراح الإخوان المسلمين المعتقلين، إلا أن التنظيم نفسه ظل غير شرعي، آخر من ظل منهم خلف القضبان حصل على حريته في العفو العام في 1975.
اعتبر السادات الإسلاميين، بالأخص الجماعة الإسلامية، «ثقل موازن مفيد» لمعارضته الماركسية واليسارية، والمجموعات الطلابية كونها نشطة وذات صوت مسموع. من 1973 إلى 1979 نمت الجماعة الإسلامية (بمساعدة من نظام السادات) من جماعة من الأقليات إلى كونها «في تحكم تام بالجامعات» فيما تم دفع التنظيمات اليسارية إلى الأرض.
في نهاية السبعينات، بدأ بتسمية نفسه «الرئيس المؤمن» والتوقيع باسم «محمد أنور السادات». أمر تليفزيون الدولة بقطع البرامح لعرض الأذان 5 مرات في اليوم وبزيادة البرامج الدينية. تحت حكمه، منع الحكام المحليون بيع الكحول إلا في الأماكن التي تقدمه للسياح الأجانب في أكثر من نصف محافظات مصر الـ26.
مع ذلك، تصادم الإسلاميون مع السادات الذي دعم حقوق المرأة وعارض الحجاب الإلزامي.[بحاجة لمصدر] عارضوا بالأخص ما سموه "السلام المخزي مع اليهود" المعروف بمعاهدة كامب ديفيد مع إسرائيل. بحلول أواخر السبعينات انقلبت الحكومة على الإسلام السياسي. في يونيو 1981، بعد قتال طائفي عنيف بين المسلمين والأقباط في حي الزاوية الحمراء الفقير في القاهرة، تم حل الجماعة الإسلامية بواسطة الدولة وتدمير بنيتهم التحتية واعتقال قادتهم". 
وفقًا للمقابلات والمعلومات التي جمعها الصحفي لورانس رايت، كانت جماعة الجهاد الإسلامي المصرية المتطرفة تستدعي ضباط الجيش وتجمع الأسلحة، منتظرة اللحظة المناسبة لشن حملة «إسقاط كامل للنظام الحالي» في مصر، بقتل القادة الرئيسيين للدولة، والإستيلاء على المقرات المصيرية للمؤسسات النظامية، ونشر أخبار عن انقلاب إسلامي كانوا يأملون بأنه سيطلق العنان لانتفاضة شعبية ضد السلطة العلمانية في جميع أرجاء البلاد.
في فبراير 1981، تم نحذير السلطات المصرية من خطة جماعة الجهاد عن طريق اعتقال جاسوس يحمل معلومات مصيرية. في سبتمبر، أمر السادات بالقبض على أكثر من 1500 شخص، من بينهم العديد من أعضاء جماعة الجهاد، وأيضا بابا الكنيسة وغيره من رجال الدين الأقباط، ومثقفين وناشطين من جميع الاتجاهات الفكرية.[بحاجة لمصدر] تم منع كل الوسائل الصحفية غير الحكومية كذلك. فوت الاعتقال الجماعي خلية جهادية في الجيش بقيادة الملازم خالد الإسلامبولي والذي نجح في اغتيال أنور السادات في أكتوبر.
خلف السادات في منصبه نائب الرئيس حسني مبارك.